# ديمير وبيكارا ضد تركيا

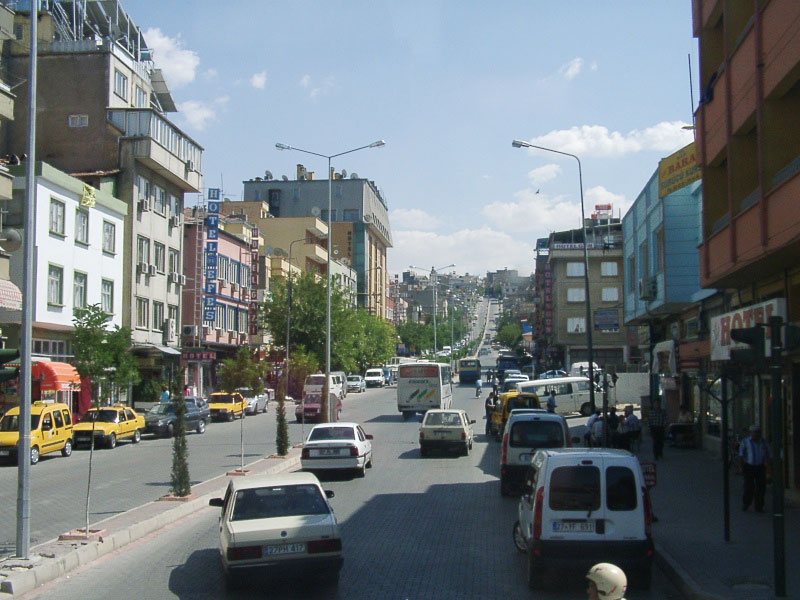

ديمير وبيكارا ضد تركيا [2008]  ECHR 1345هي قضية تاريخية في المحكمة الأوروبية لحقوق الإنسان والتي تتعلق بالمادة 11 من الاتفاقية الأوروبية لحقوق الإنسان والحق في الانخراط في المفاوضة المشتركة. أكدت القضية على حق العمال الأساسي في الانخراط في الصفقات المشتركة واتخاذ إجراءات جماعية لتحقيق تلك الغاية.

## الوقائع
كان السيد ديمير عضوًا في نقابة العمال التركية لموظفي الخدمة المدنية “توم بيلسان" والسيدة فيكدان بيكارا رئيسة النقابة. في عام 1993، وقعت النقابة اتفاقية جماعية لمدة سنتين، ولكن صاحب العمل وهو مجلس بلدية عنتاب لم يتقيد بأحكام الاتفاقية. فرفع ديمير وبيكارا دعوى في المحكمة المحلية، وربحاها. ولكن محكمة الاستئناف نقضت القرار لاحقًا، وحكمت بوجود الحق في الانضمام إلى نقابة، ولكن النقابة نفسها "لا تملك الصلاحية للدخول في اتفاقيات جماعية وفق القانون".
ثم أُحيلت القضية إلى المحكمة المحلية، التي أعادت بتحدٍ رأيها القائل بأن ديمير وبيكارا يملكان الحق في عقد اتفاقات جماعية، لأن هذا يتماشى مع اتفاقيات منظمة العمل الدولية التي صدقت عليها تركيا. ولكن مرة أخرى، نقضت محكمة النقض قرار المحكمة المحلية. بالإضافة إلى ذلك، تم رفع دعوى منفصلة في محكمة الحسابات، والتي وجدت أنه لا يملك موظفو الخدمة المدنية صلاحية الدخول في اتفاقيات جماعية، وأنه على النقابة أن تعيد لموظفي الخدمة المدنية مبالغ المنافع الإضافية التي حصّلتها بناء على الاتفاقية الجماعية «المنحلّة».
بعد استنفاذ هذه الطرق المحلية، تقدمت النقابة في عام 1996 بطلب إلى المحكمة الأوروبية لحقوق الإنسان، زاعمة انتهاك الحرية النقابية بموجب المادة 11 من الاتفاقية الأوروبية لحقوق الإنسان والحماية من التمييز بموجب المادة 14 من الاتفاقية نفسها. بعد فترة من الزمن، في عام 2006، تم النظر إلى القضية من قبل سبعة قضاة من القسم الثاني، وتم الحكم بأن المادة 11 قد انتُهكَت، وليس هناك حاجة لدراسة المادة 14. ثم طلبت الحكومة التركية إحالة المسألة إلى الدائرة العليا للمحكمة الأوروبية لحقوق الإنسان.

## الحكم
حكمت الدائرة العليا للمحكمة الأوروبية لحقوق الإنسان بالإجماع أنه هناك تدخل غير متناسب وغير مبرر في حق الحرية النقابية.
119. فيما يتعلق بضرورة هذا التدخل في مجتمع ديمقراطي، تؤكد المحكمة من جديد أنه قد يتم فرض قيود قانونية على ممارسة الحقوق النقابية من قبل أفراد القوات المسلحة أو الشرطة أو إدارة الدولة. ومع ذلك، يجب أن يؤخذ في عين الاعتبار أن الاستثناءات المنصوص عليها في المادة 11 يجب أن تُفسَر بصرامة؛ ويمكن فقط للأسباب القاهرة والمقنعة تبرير القيود المفروضة على حرية تكوين مثل هذه الأحزاب. عند تحديد ما إذا كانت «الضرورة» –وبالتالي «الحاجة الاجتماعية الملحة»– موجودة في مثل هذه الحالات، وضمن المعنى الوارد في المادة 11، فإن الدول تملك هامشًا تقديريًا محدودًا، والذي يسير جنباً إلى جنب مع إشراف أوروبي صارم يشمل كلًا من القانون والقرارات التي تطبقه، بما في ذلك القرارات التي تصدرها المحاكم المستقلة. يجب على المحكمة أيضًا أن تنظر في التدخل المُشتَكى منه وذلك في ضوء القضية ككل وتحدد ما إذا كان «متناسبًا مع الهدف المشروع والمنشود» وما إذا كانت الأسباب التي قدمتها السلطات الوطنية لتبريره «كافية وذات صلة». وعند القيام بذلك، يتعين على المحكمة أن تقتنع بأن السلطات الوطنية قد طبقت معايير تتفق مع المبادئ الواردة في الحكم المناسب للاتفاقية، وأنها، علاوة على ذلك، تستند في قراراتها على تقييم مقبول للوقائع ذات الصلة.
120. فيما يتعلق بما إذا كان، في هذه القضية، تم تبرير عدم الاعتراف بنقابة مقدمي الطلب من خلال «حاجة اجتماعية ملحة»، فإن الغرفة الكبرى تصادق على التقييم التالي للغرفة:
لم يظهر من قبل أن الحظر المطلق لتشكيل النقابات العمالية المفروض على موظفي الخدمة المدنية... بموجب القانون التركي، كما هو مطبق في الوقت الفعلي، يلبي «حاجة اجتماعية ملحة». مجرد حقيقة أن «التشريع لم ينص على مثل هذا الاحتمال» لا تكفي لتبرير اتخاذ إجراء جذري مثل حل النقابة.
121. ترى المحكمة كذلك أنه في الوقت الفعلي كان هناك عدد من الحجج الإضافية التي تدعم فكرة أن عدم الاعتراف بحق المتقدمين، مثل موظفي البلدية الحكوميين، في تشكيل نقابة عمالية لا يتوافق مع وجود «ضرورة»...
126. وهكذا ترى المحكمة أن التأثير المشترك للتفسير التقييدي من قبل محكمة النقض وتقاعس الهيئة التشريعية بين عامي  1993و2001؛ قد  منعا الدولة من الوفاء بالتزامها بضمان تمتع المتقدمين بحقوقهم النقابية، ولا يمكن تبرير ذلك على أنه «ضروري في مجتمع ديمقراطي» ضمن المعنى الموجود في المادة 11 الفقرة 2 من الاتفاقية.
127. وفقًا لذلك، كان هناك انتهاك للمادة 11 من الاتفاقية بسبب عدم الاعتراف بحق المتقدمين، بصفتهم موظفين حكوميين في البلدية، في تكوين نقابة عمالية...
انتقلت الدائرة العليا بعد ذلك لتقرر فيما إذا كان قرار محكمة النقض في إبطال الاتفاقية الجماعية بين النقابة العمالية «توم بيلسان» والسلطة والذي كان مطبقًا خلال السنتين السابقتين؛ محقًا، وذلك بناء على تدخله في المادة 11 من الاتفاقية الأوروبية لحقوق الإنسان.

## الأهمية
يتم النظر إلى ديمير وبيكارا ضد تركيا على أنها قضية تاريخية في التطور العالمي للحرية النقابية. تتجلى أهميتها في التأكيد على وجود حق طبيعي في الصفقات الجماعية والمحميّ من قبل المادة 11 في الاتفاقية العالمية لحقوق الإنسان، تحت حق الحرية النقابية. ويمكن فقط للتدخل الفائق الضرورة في مجتمع ديمقراطي أن يُبَرر.

يتمثل أحد مواضع الاهتمام الخاصة بهذه القضية في توترها الظاهر مع قرارات محكمة العدل الأوروبية التابعة للاتحاد الأوروبي في روزيلا ولافال، والتي قضت بأن هناك حقًا مؤهلًا في الإضراب، لكن لا يمكن ممارسة هذا الحق إلا عندما لا يؤثر بشكل غير متناسب على الحق التجاري للاتحاد الأوروبي في حرية إنشاء أو تقديم الخدمات. من الممكن جدًا التساؤل عن إمكانية تسوية الحالتين، اللتين سبقتا الحكم في ديمير، بالنظر إلى أن الفقه القانوني للاتفاقية يركز على تبرير القيود على حق الإنسان في حرية تكوين الجمعيات، ويبدو أنه يفضل إيلاء اهتمام أكبر للحاجة إلى عقد صفقات جماعية. وقد أدى ذلك إلى تنبؤات بأنه قد يكون هناك «مواجهة» بين محاكم ستراسبورغ ولوكسمبورغ. كتب يوينغ وهيندي:
من الصعب إذن معرفة كيف يمكن للمحكمة الأوروبية لحقوق الإنسان أن تتجنب التمسك بالمادة 11 والحق في المفاوضات الجماعية وأن تشن إضرابًا على حريات العمل الواردة فيما أصبح الآن المادتان 49 و56 من المعاهدة المتعلقة بسير عمل الاتحاد الأوروبي. وهكذا فإن القضايا ستنطلق بين المحاكم في معركة عملاقة بين فقهاء الأحكام القضائية، يتنافس كل طرف على تحقيق السيادة في النظام القانوني الأوروبي، أحدهما مصمم على الطعن في الحقوق النقابية على المدى الطويل من الحرية الاقتصادية، والآخر يهدف إلى إخضاع الحرية الاقتصادية إلى المطالب المتواضعة للدستورية وحقوق الإنسان.